# Mazo de la Roche
Mazo de la Roche, nata Mazo Louise Roche (Newmarket, 15 gennaio 1879 – Toronto, 12 luglio 1961), è stata una scrittrice canadese.
Scrisse 23 romanzi, tra i quali la saga di Jalna, una delle serie di libri più popolari della sua epoca, oltre 50 racconti e 13 opere teatrali. Fu la prima donna a vincere il prestigioso Atlantic Monthly Prize.

## Biografia

### Primi anni

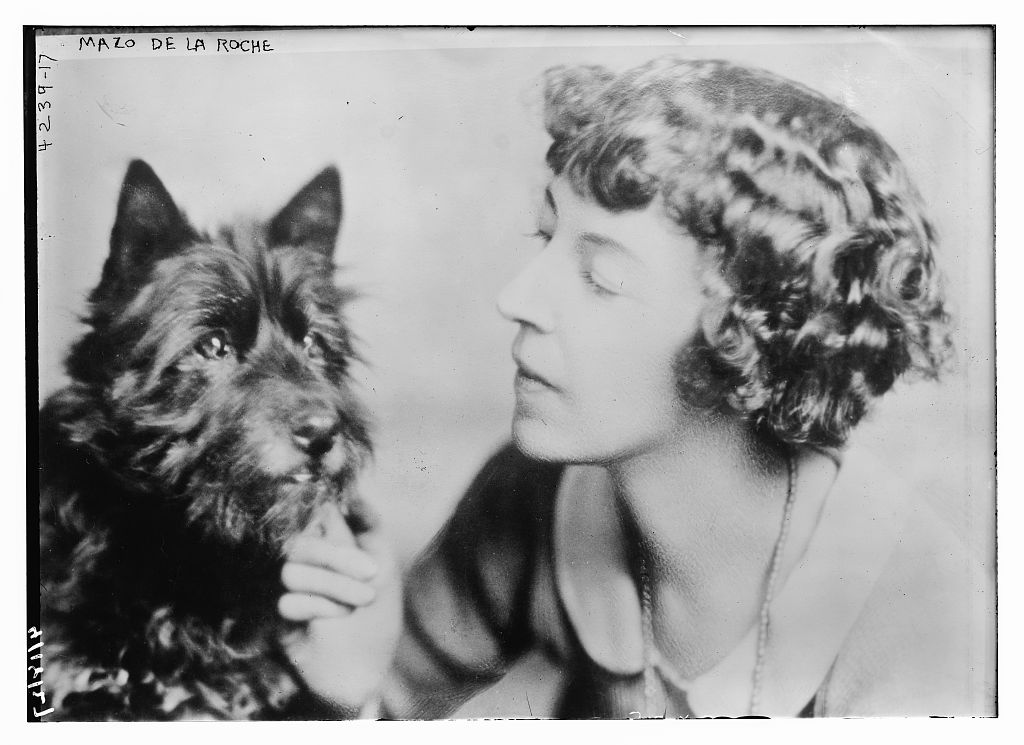
Mazo de la Roche con il suo Scottish terrier

Mazo de la Roche era l'unica figlia del commerciante William Roche e di Alberta Lundy Roche. Adottò il cognome "de la Roche" dopo che uno dei suoi zii paterni aveva iniziato a firmarsi "Francis J. de la Roche", rivendicando una discendenza da Sir Richard de la Roche (1199-1283) dell'esercito di Strongbow.
Nata a Newmarket, vicino a Toronto, durante l'infanzia Mazo, al seguito della sua famiglia, cambiò frequentemente residenza in tutto il sud dell'Ontario a causa della cattiva salute della madre e dei numerosi lavori del padre: da Newmarket (1879-85) si trasferì a Toronto dove visse in due abitazioni (1885-1888), successivamente a Orillia (1888-91) in diverse dimore, poi a Galt (1891-92), ancora Orillia (1892-94) e infine di nuovo Toronto (1894-1900).
Era una bambina solitaria e divenne un'avida lettrice, inventando il suo mondo immaginario, "The Play", in cui creò scene e personaggi di fantasia. Ciascuno dei traslochi della famiglia significava vivere alcuni anni in una fattoria di proprietà di un uomo facoltoso che la coltivava come hobby. Là de la Roche cominciò a immaginare un suo mondo fittizio di aristocrazia rurale che, anni dopo, sarebbe diventato Jalna.
Quando Mazo aveva sette anni, i suoi genitori adottarono la cugina orfana di otto anni, Caroline Clement, che si unì al gioco fantasy di Mazo e sarebbe diventata la sua compagna per tutta la vita.
De la Roche scrisse il suo primo racconto all'età di 9 anni. Frequentò il liceo alla Jameson Collegiate (ora Parkdale Collegiate Institute) nella zona ovest di Toronto, e successivamente, nella stessa città, studiò alla Metropolitan School of Music, all'Università di Toronto e alla Ontario School of Art.

### Carriera iniziale

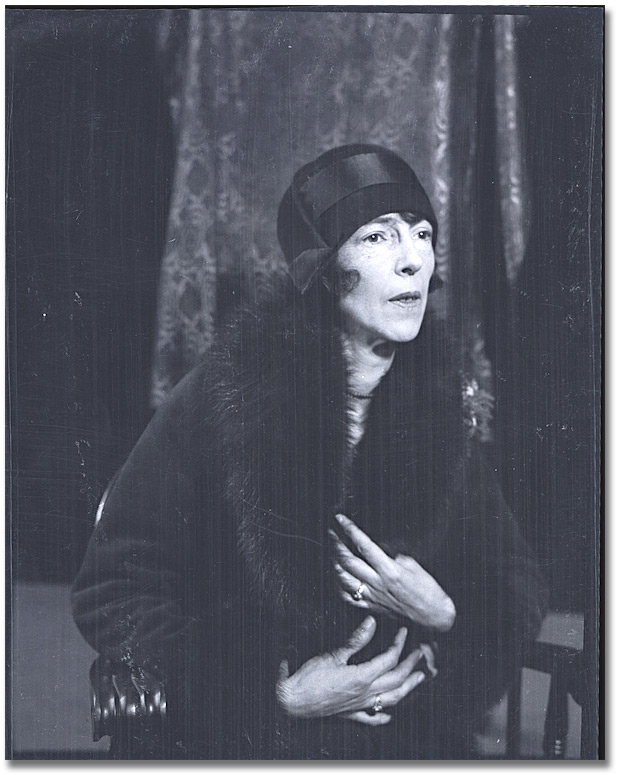
Mazo de la Roche, 1927

Mazo de la Roche, allora ventitreenne, pubblicò la sua prima storia nel 1902 sulla rivista Munsey's Magazine, ma subito dopo (nel febbraio 1903) ebbe un crollo mentale. Per diversi anni soffrì di depressione e insonnia e non scrisse. Nel 1905 Mazo e Caroline si trasferirono con i genitori ad Acton, località nella città di Halton Hills, in Ontario, per gestire l'hotel Acton House. Ad Action, dove visse fino al 1908, e dove ebbe occasione di vendere una delle sue storie, de la Roche trovò l'ispirazione per il romanzo Delight e ne descrisse i luoghi in Possession. Qualche anno dopo, nel 1911, ormai poco più che trentenne, si trasferì con Caroline e i genitori alla Sovereign House di Bronte (Ontario), come proprietari dei una fattoria. Ormai de la Roche aveva ripreso a scrivere e ogni tanto pubblicava le sue storie su riviste americane.
Quando William Roche, il padre di Mazo, morì nel 1915 di cirrosi epatica causata dall'alcolismo, lei, sua madre Alberta e Caroline tornarono a Toronto. Mazo continuò a scrivere, mentre in questo frangente, era Caroline a procurare i principali introiti alla famiglia, lavorando come impiegata del servizio civile. Durante l'estate, Caroline viveva in una pensione di Toronto mentre Mazo e sua madre alloggiavano in un cottage vicino al lago Simcoe, diverse ore a nord della città.
Alberta Roche morì nel 1920. In seguito, la carriera di scrittrice di Mazo de la Roche iniziò sul serio, e lei e Caroline Clement vissero insieme per un lungo periodo di tempo. Durante la maggior parte degli anni 1920 si divisero tra Toronto e un cottage che avevano costruito a Clarkson, in Ontario.
Il suo primo libro pubblicato, Explorers of the Dawn, apparve nel 1922, ed era una raccolta di alcune bozze, illustrazioni e storie precedentemente pubblicati, riscritti per funzionare all'interno di una struttura narrativa generale. I suoi primi due romanzi veri e propri, Possession (1923) e Delight (1926), di genere rosa, ebbero un leggero successo, ma comunque le fecero ottenere poco in termini di reddito o riconoscimento. Durante questo periodo scrisse anche alcune opere teatrali e racconti.

### La saga di Jalna
Il suo terzo romanzo, Jalna, fu presentato alla rivista americana Atlantic Monthly, vincendo un premio di 10000 $. La vittoria e la successiva pubblicazione nel 1927 le portarono fama e fortuna all'età di 48 anni.
Jalna fu un successo immediato, e il pubblico reclamò sequel e prequel per il resto della vita di de la Roche. Anche se avrebbe continuato a scrivere altri lavori, la serie conosciuta come Jalna o Whiteoak Chronicles avrebbe dominato il resto della sua carriera di scrittrice. I romanzi della serie sono stati pubblicati in oltre 190 edizioni in lingua inglese, tradotti in più di 90 lingue e si stima che abbiano venduto oltre 11 milioni di copie. Nel 1935 fu prodotto da RKO Radio Pictures il film Jalna basato sul romanzo omonimo e nel 1972 fu prodotta una serie televisiva della CBC basata sulla saga.
La serie racconta la storia della famiglia Whiteoak, padroni del maniero di Jalna, in un periodo di cento anni che va dal 1854 al 1954. I 16 romanzi che costituiscono la saga non sono stati scritti in ordine sequenziale, e ognuno può essere letto come una storia indipendente.

### Il successo e gli ultimi anni

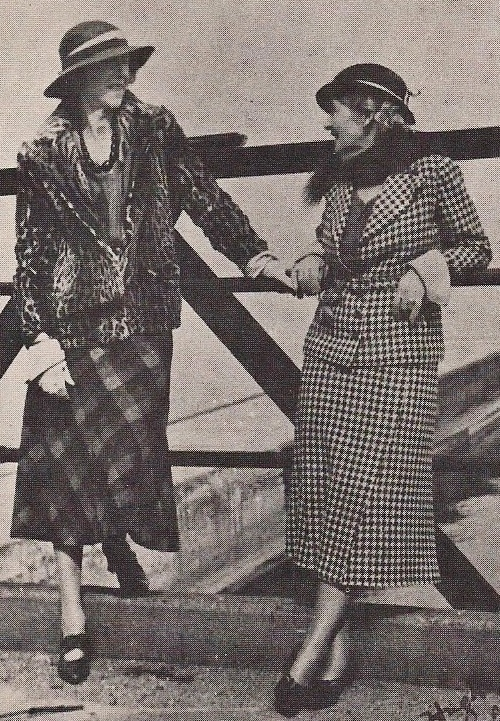
Mazo De La Roche (a sinistra) con Caroline Clement, 1930 circa

La fama improvvisa non fu una benedizione immediata per de la Roche, poiché lo stress della pubblicità che la seguiva le fece sperimentare un altro crollo all'inizio del 1928. Alla fine si riprese e iniziò a scrivere un sequel di Jalna, che fu pubblicato nel 1929.
Le entrate di Jalna e dei suoi sequel diedero a de la Roche la sua indipendenza economica, dopo essere stata sostenuta per anni da Caroline Clement. Le due avrebbero fatto un lungo viaggio in Europa a partire dal 1929, vivendo prima in Italia, poi nel Regno Unito. Nel 1931 adottarono i due figli orfani di loro amici. Il fatto è estremamente insolito per l'epoca e sono sconosciute le modalità con cui le due donne riuscirono ad ottenere l'adozione in quanto le adozioni da parte di donne single non erano tecnicamente consentite nel Regno Unito in quegli anni.
La famiglia tornò a Toronto per un periodo nel 1934-35, si spostò poi di nuovo in Inghilterra nel 1936 prima di tornare definitivamente a Toronto nel 1939. In questo periodo Mazo de la Roche pubblicava almeno un libro all'anno, a volte di più. Tuttavia, sebbene i suoi primi lavori avessero ricevuto recensioni positive, la reazione critica alle sue opere successive fu decisamente tiepida, sia in Nord America che in Europa.
Il ritmo di lavoro della scrittrice rallentò a partire dai suoi sessant'anni. Anche a causa dell'artrite alle mani, gran parte del suo lavoro successivo fu dettato a Caroline Clement. Continuò a pubblicare regolarmente fino alla sua morte avvenuta nel 1961 e il suo ultimo romanzo Morning at Jalna apparve nel 1960 quando aveva 81 anni.
Mazo de la Roche è sepolta accanto alla cugina Caroline Clement nella chiesa anglicana di San Giorgio, a Georgina, vicino a Sutton, nell'Ontario.

### Il rapporto con Caroline Clement
Nel complesso, Mazo de la Roche e Caroline Clement vissero una vita abbastanza solitaria, e la loro relazione non fu ampiamente trattata dalla stampa. Nelle sue rare interviste, de la Roche spesso ebbe modo di chiedere il rispetto della privacy. Sebbene negli ultimi anni ci siano state molte speculazioni sull'esatta natura del rapporto tra le due donne, l'autobiografia di de la Roche non fa menzione del fatto che siano altro che intime compagne.
Non molto tempo dopo la morte di de la Roche nel 1961, secondo i suoi desideri, Caroline Clement bruciò quasi tutti i diari personali dell'autrice. Clement morì poi nel 1972.
Nel 2012 la vita di Mazo de la Roche fu oggetto del film di produzione canadese The Mystery of Mazo de la Roche, diretto da Maya Gallus. L'opera, basata su materiali d'archivio e testimonianze, sembra avallare l'ipotesi dell'omosessualità della scrittrice, nonostante molte persone che hanno conosciuto le due cugine, compresa la loro figlia adottiva Esmée, dichiarino di credere che il loro rapporto fosse profondo ma platonico.

## Premi e riconoscimenti
- Premio per "Low Life", Montreal Poetry Contest, Canadian Authors Association, 1925, (50 $);
- Premio per "Low Life", Imperial Order Daughters of the Empire, 1925, (100 $);
- Menzione d'onore per "Come True" al Montreal Poetry Contest (Canadian Authors Association, 1926);
- Premio opera inedita per Jalna, Atlantic Monthly, 1927, (10 $ 000);
- Vincitore per "Good Friday", Short Story Contest, MACLEAN'S, 1927;
- Lorne Pierce Medal, 1938
- Nominata "Persona di importanza storica nazionale", 1947

## Opere

### Romanzi
| Anno | Titolo originale             | Editore       | Edizione italiana | Serie | (Ordine) | Note                                                                         |
| ---- | ---------------------------- | ------------- | --- | ----- | -------- | ---------------------------------------------------------------------------- |
| 1922 | Explorers Of The Dawn        | Knopf         | |       |          |                                                                              |
| 1923 | Possession                   | Macmillan     | |       |          | Ristampato, C. Chivers, 1973.                                                |
| 1926 | Delight                      | Macmillan     | |       |          | Ristampato con l'introduzione di Desmond Pacey, McClelland and Stewart, 1961 |
| 1927 | Jalna                        | Little, Brown | La quercia nel vento (La saga di Jalna), trad. Sofia Tronzano Usigli, Mondadori, 1956 Jalna, trad. Sabina Terziani, Fazi, 2019                                                                                                 | Jalna | 7        | ISBN 0-316-18000-9                                                           |
| 1929 | Whiteoaks of Jalna           | Little, Brown | La famiglia Whiteoak, trad. Elle Spaziani, Mondadori, 1950; poi in La terra vittoriosa. (Saga di pionieri del Canada), Mondadori, 1958 [contiene anche Finch's Fortune] Il gioco della vita, trad. Sabina Terziani, Fazi, 2020 | Jalna | 8        | Pubblicato anche come Whiteoaks, Macmillan, 1929; ISBN 0-316-18014-9         |
| 1930 | Portrait of a Dog            | Little, Brown | |       |          | Immortala l'amato Scottish Terrier della scrittrice                          |
| 1932 | Finch's Fortune              | Little, Brown | La terra vittoriosa. Saga di pionieri del Canada, Mondadori, 1958 La fortuna di Finch, trad. Sabina Terziani, Fazi, 2021 | Jalna | 9        | ISBN 0-333-09966-4                                                           |
| 1932 | Lark Ascending               | Little, Brown | |       |          |                                                                              |
| 1932 | The Thunder of the New Wings | Little, Brown | |       |          |                                                                              |
| 1933 | The Master of Jalna          | Little, Brown | Il sole dopo l'uragano. Saga di pionieri del Canada, Mondadori, 1960 Il padrone di Jalna, trad. Sabina Terziani, Fazi, 2022 | Jalna | 10       | ISBN 0-316-18002-5                                                           |
| 1934 | Beside a Norman Tower        | Little, Brown | |       |          |                                                                              |
| 1935 | Young Renny                  | Little, Brown | La nuova patria. Saga di pionieri del Canada (La saga di Jalna), Mondadori, 1953 | Jalna | 4        | ISBN 0-333-01371-9                                                           |
| 1936 | Whiteoak Harvest             | Little, Brown | I frutti di Jalna, trad. Sabina Terziani, Fazi, 2023 | Jalna | 11       | ISBN 0-333-07404-1                                                           |
| 1937 | The Very Little House        | Little, Brown | |       |          |                                                                              |
| 1938 | Growth of a Man              | Little, Brown | |       |          |                                                                              |
| 1940 | Whiteoak Heritage            | Little, Brown | La quercia nel vento (La saga di Jalna), Mondadori, 1956 | Jalna | 5        | ISBN 0-333-05090-8                                                           |
| 1941 | Wakefield's Course           | Little, Brown | | Jalna | 12       | ISBN 0-316-18010-6                                                           |
| 1942 | The Two Saplings             | Macmillan     | |       |          |                                                                              |
| 1944 | Building of Jalna            | Little, Brown | La nuova patria. Saga di pionieri del Canada (La saga di Jalna), Mondadori, 1953 | Jalna | 1        | ISBN 0-316-17996-5                                                           |
| 1946 | Return to Jalna              | Little, Brown | | Jalna | 13       | ISBN 0-333-04842-3                                                           |
| 1949 | Mary Wakefield               | Little, Brown | La nuova patria. Saga di pionieri del Canada (La saga di Jalna), Mondadori, 1953 | Jalna | 3        | ISBN 0-333-07652-4                                                           |
| 1951 | Renny's Daughter             | Little, Brown | | Jalna | 14       | ISBN 0-333-08561-2                                                           |
| 1953 | Whiteoak Brothers            | Little, Brown | La quercia nel vento (La saga di Jalna), Mondadori, 1956 | Jalna | 6        | ISBN 0-333-08809-3                                                           |
| 1954 | Variable Winds at Jalna      | Little, Brown | | Jalna | 15       | ISBN 0-333-02280-7                                                           |
| 1955 | The Song of Lambert          | Macmillan     | |       |          |                                                                              |
| 1958 | Centenary at Jalna           | Little, Brown | | Jalna | 16       | ISBN 0-316-17997-3                                                           |
| 1958 | Bill and Coo                 | Macmillan     | |       |          |                                                                              |
| 1960 | Morning at Jalna             | Little, Brown | | Jalna | 2        | ISBN 0-333-03933-5                                                           |

### Opere teatrali
- Low Life: A Comedy in One Act (messa in scena per la prima volta come Low Life a Toronto, Ontario, al Trinity Memorial Hall, 14 maggio 1925), Macmillan, 1925.
- Come True (prima rappresentazione al Trinity Memorial Hall di Toronto, 16 maggio 1927), Macmillan, 1927.
- The Return of the Emigrant (prima rappresentazione al Trinity Memorial Hall di Toronto, 12 marzo 1928.)  Pubblicato in Low Life and Other Plays (contiene Low Life, Come True, and The Return of the Emigrant), Little, Brown, 1929. ISBN 1-131-68067-7
- Whiteoaks: A Play (adattamento da Whiteoaks of Jalna; prima rappresentazione a Londra, al Little Theatre in the Adelphi, 13 aprile 1936; rappresentato a Broadway, 1938), Macmillan, 1936. ISBN 0-333-06247-7
- Mistress of Jalna, prima rappresentazione al New Theatre di Bromley, Kent, 12 novembre 1951.

### Raccolte di racconti
- The Sacred Bullock and Other Stories of Animals, Little, Brown, 1939.  ISBN 0-8369-3186-6
- A Boy in the House, and Other Stories, Little, Brown, 1952.
- Selected Stories of Mazo de la Roche, University of Ottawa Press, 1979. ISBN 2-7603-4340-5

### Saggistica
- Quebec: Historic Seaport, Doubleday, 1944. ISBN 1-121-26423-9
- Ringing the Changes: An Autobiography, Little, Brown, 1957. ISBN 1-141-37942-2
- (Autore dell'introduzione) George F. Nelson, editore, Northern Lights: A New Collection of Distinguished Writing by Canadian Authors, Doubleday, 1960.